# Volleybalclub Sneek 2022-2023
Questa voce raccoglie le informazioni riguardanti il Volleybalclub Sneek nelle competizioni ufficiali della stagione 2022-2023.

## Stagione
Il Volleybalclub Sneek partecipa alla stagione 2022-23 con la denominazione sponsorizzata Friso Sneek.
Al termine dell'Eredivisie conquista il suo terzo scudetto, mentre in Coppa dei Paesi Bassi esce di scena durante le semifinali.

## Organigramma societario
Area direttiva
- Presidente: Han Mulder
- Team manager: Carolina Stilma

Area tecnica
- Primo allenatore: Harry van den Brink
- Secondo allenatore: Henriëtte ter Steege
- Assistente allenatore: Jurjen de Jong
- Scoutman: Sharon Olsman

Area medica
- Massaggiatore: Boyan Bakhuizen, Wytze Altenburg
- Dietologo: Wytze Altenburg

## Rosa
| N° | Nome                | Ruolo | Data di nascita   | Nazionalità sportiva |
| -- | ------------------- | ----- | ----------------- | -------------------- |
| 1  | Geldou de Boer      | L     | 26 settembre 1996 | Paesi Bassi          |
| 2  | Rixt Scholten       | S     | 31 dicembre 2003  | Paesi Bassi          |
| 3  | Lisan Siemonsma     | C     | 15 ottobre 1998   | Paesi Bassi          |
| 4  | Eline Geerdink      | C     | 3 maggio 2000     | Paesi Bassi          |
| 5  | Rosa Entius         | S     | 17 settembre 2003 | Paesi Bassi          |
| 6  | Pleun van der Pijl  | S     | 11 gennaio 2003   | Paesi Bassi          |
| 7  | Anlène van der Meer | O     | 13 luglio 1999    | Paesi Bassi          |
| 8  | Britt Schreurs      | O     | 2 maggio 1998     | Paesi Bassi          |
| 9  | Marianne het Lam    | C     | 9 settembre 1991  | Paesi Bassi          |
| 10 | Anne-Marije Assink  | C     | -                 | Paesi Bassi          |
| 12 | Anniek Siebring     | S     | 13 maggio 1997    | Paesi Bassi          |
| 13 | Nynke Oud           | P     | 29 marzo 1994     | Paesi Bassi          |
| 14 | Rixt van der Wal    | C     | 2003              | Paesi Bassi          |

## Statistiche

### Statistiche di squadra
| Competizione          | Punti | In casa | In casa | In casa | In trasferta | In trasferta | In trasferta | Totale | Totale | Totale |
| Competizione          | Punti | G       | V       | P       | G            | V            | P            | G      | V      | P      |
| --------------------- | ----- | ------- | ------- | ------- | ------------ | ------------ | ------------ | ------ | ------ | ------ |
| Eredivisie            | 40/27 | 18      | 16      | 2       | 16           | 10           | 6            | 34     | 26     | 8      |
| Coppa dei Paesi Bassi | -     | 1       | 0       | 1       | 3            | 2            | 1            | 4      | 2      | 2      |
| Totale                | -     | 19      | 16      | 3       | 19           | 12           | 7            | 38     | 28     | 10     |

Nel computo è incluso l'incontro successivamente annullato contro l'Eurosped.

### Statistiche delle giocatrici
Dati non disponibili.